# エコールノルマル音楽院の人物一覧
エコールノルマル音楽院の人物一覧は、エコールノルマル音楽院に関係する人物の一覧記事。

## 著名な教職員

### 器楽奏者
- ドヴィ・エルリー
- 工藤重典
- フランス・クリダ
- アルフレッド・コルトー
- ジェラール・プーレ
- ジノ・フランチェスカッティ
- ピエール・フルニエ
- リュドミラ・ベルリンスカヤ

### 声楽家
- クレール・クロワザ
- マディ・メスプレ

### 作曲家
- 平義久
- ジャン＝ミシェル・ダマーズ
- ジョルジュ・ダンドロー
- アンリ・デュティユー

### その他
- ピエール・デルヴォー
- ジャン・フルネ
- ドミニク・ルイツ

## 卒業生

### 器楽演奏家
- 梅津美葉
- 大萩康司
- 黒岩真美
- 佐藤俊介
- 津嶋啓一
- 遠山慶子
- 根本雄伯
- 林達也
- ヨゼフ・パーレニーチェク
- 樋口あゆ子
- サンソン・フランソワ
- 村治佳織
- 米元響子

### 声楽家
- 管野滋樹

### 作曲家
- ヒダヤット・イナヤット＝カーン
- 今堀拓也
- 大澤壽人
- 岡谷かおり
- エリオット・カーター
- ジェラール・グリゼー
- ロジャー・ゲーブ
- マリン・ゴレミノフ
- フランシス・シャグラン
- 宅孝二
- ジャン＝ミシェル・ダマーズ
- ロン・ネルソン
- ハーマン・バーリンスキ
- ウォルター・ピストン
- リュボミール・ピプコフ
- マルセル・ポート
- エリザベス・ラッチェンス

### その他
- ジャン＝クロード・アルトマン
- ヴィーチェスラヴァ・カプラーロヴァー
- シャルル・ブリュック
- ガリー・ベルティーニ
- 松尾葉子
- ドミニク・ルイツ